# Laugh Now, Cry Later
Laugh Now, Cry Later är ett album av hiphopartisten Ice Cube, utgivet i juni 2006 på skivbolaget Lench Mob Records.

## Låtlista
1. "Definition of a West Coast G' (Intro)" - 0:14
2. "Why We Thugs" - 3:44
3. "Smoke Some Weed" - 3:46
4. "Dimes & Nicks (A Call from Mike Epps)" - 1:06
5. "Child Support" - 4:01
6. "2 Decades Ago [Insert]" - 0:14
7. "Doin' What It 'Pose 2Do" - 4:08
8. "Laugh Now, Cry Later" - 3:37
9. "Stop Snitchin'" - 3:15
10. "Go to Church" - 4:00
11. "The Nigga Trapp" - 3:49
12. "A History of Violence [Insert]" - 1:09
13. "Growin' Up" - 3:55
14. "Click, Clack - Get Back!" - 3:10
15. "The Game Lord" - 4:10
16. "Chrome & Paint" - 3:27
17. "Steal the Show" - 4:12
18. "You Gotta Lotta That" - 4:06
19. "Spittin' Pollaseeds" - 5:04
20. "Holla @ Cha' Boy" - 3:31